# Летонија на Зимским олимпијским играма 2018.
Летонија је учествовала на Зимским олимпијским играма 2018. које се одржавају у Пјонгчанг у Јужној Кореји од 9. до 25. фебруара 2018. године. Олимпијски комитет Летоније послао је 34 квалификованих спортиста у девет спортова. 
Једину медаљу за Летонију освојио је боб двосед.

## Освајачи медаља

### Бронза
- Оскарс Мелбардис, Јанис Стренга — Боб, двосед

## Учесници по спортовима
| Спорт                              | Мушкарци | Жене | Укупно |
| ---------------------------------- | -------- | ---- | ------ |
| Алпско скијање                     | 1        | 1    | 2      |
| Биатлон                            | 2        | 1    | 3      |
| Боб                                | 8        | 0    | 8      |
| Брзо клизање                       | 1        | 0    | 1      |
| Брзо клизање на кратким стазама на | 2        | 0    | 2      |
| Санкање                            | 7        | 3    | 10     |
| Скелетон                           | 2        | 1    | 3      |
| Скијашко трчање                    | 1        | 2    | 3      |
| Уметничко клизање                  | 1        | 1    | 2      |
| 9 спортова                         | 25       | 9    | 34     |